# 特雷蒙 (奥恩省)
特雷蒙（法語：Trémont，法語：[tʁemɔ̃] ⓘ）是法国奥恩省的一个市镇，位于该省中南部偏东，属于阿朗松区。

## 地理
特雷蒙（48°36'5"N, 0°16'26"E）面积6.22 平方千米，位于法国诺曼底大区奧恩省，该省份为法国西北部内陆省份，北起顺时针与卡爾瓦多斯省、厄尔省、厄尔-卢瓦省、萨尔特省、马耶讷省和芒什省接壤。
与特雷蒙接壤的市镇（或旧市镇、城区）包括：加普雷、奥恩河畔欧努、布瓦特龙、勒沙朗日、勒梅尼勒吉永、圣莱奥纳尔代帕尔克。

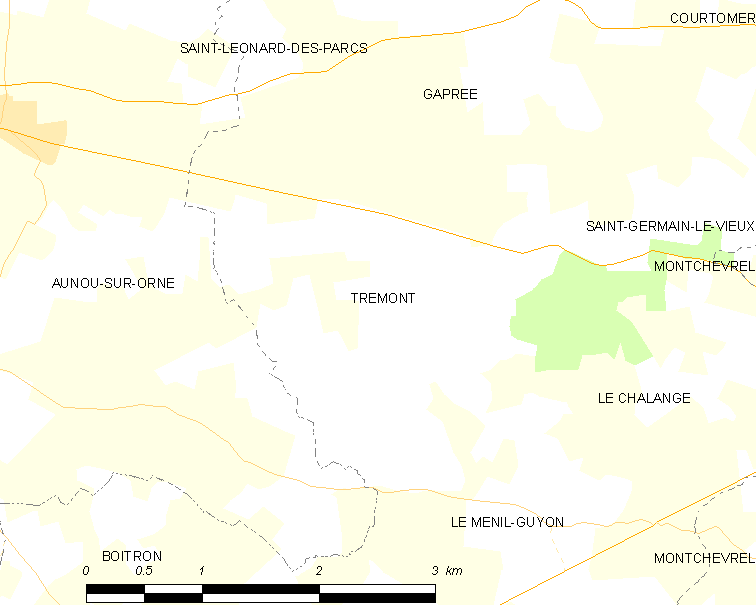
的OSM定位图

特雷蒙的时区为UTC+01:00、UTC+02:00（夏令时）。

## 行政
特雷蒙的邮政编码为61390，INSEE市镇编码为61492。

## 政治
特雷蒙所属的省级选区为埃库沃县。

## 人口

1962-2008年间人口变化图示

特雷蒙于2022年1月1日时的人口数量为121人。